# Опасный возраст (фильм)
«Опасный возраст» — советский телевизионный художественный фильм, вышедший в октябре 1981 года.

## Сюжет
Супруги Родимцевы, прожившие вместе двадцать лет, вдруг обнаруживают полное отсутствие взаимопонимания. Развод и размен квартиры видятся им решением проблемы. Но на деле всё оказывается сложнее: не выдержав домашней обстановки, их сын (Антон Табаков) уезжает учиться в мореходку, а семейная драма мешает каждому из них сосредоточиться на работе. Супруги разводятся.
Талантливого парфюмера-дегустатора Наркиса Михайловича (Юозас Будрайтис), обладающего невероятными обонятельными способностями различать мельчайшие нюансы в гамме запахов, приглашают в качестве специалиста для опознания духов женщины, которая подозревается в совершении преступления. В ходе опознания подозреваемая наносит ему травму носа, после чего тот лишается способности различать запахи. Однако случайная встреча с бывшей женой (Алиса Фрейндлих) возвращает Наркису Михайловичу его способность, о чём он узнаёт, уловив запах советского одеколона «Саша» от одного из пассажиров метро в финальной сцене фильма.

## В ролях
- Алиса Фрейндлих — Лилия Ивановна Родимцева, научный работник
- Юозас Будрайтис — Наркис Михайлович Родимцев, эксперт-парфюмер (озвучивает Иннокентий Смоктуновский)
- Антон Табаков — Дмитрий, сын Родимцевых
- Жанна Болотова — Мария Васильевна, скульптор, народный заседатель в суде
- Борис Химичев — Максим Петрович Македонский, профессор, коллега Лилии Ивановны (озвучивает Игорь Дмитриев)
- Никита Подгорный — Плахин, директор парфюмерной фабрики
- Михаил Водяной — Иван Христофорович, отец Лилии Ивановны
- Инна Ульянова — Алла, коллега Лилии Ивановны
- Всеволод Шестаков — Семён Ильич Барщевский, зав. кафедрой
- Георгий Штиль — Акимов, капитан милиции, старший следователь уголовного розыска
- Лидия Савченко, Валерий Никитенко — Елена и Слава, супруги, друзья Родимцевых
- Иван Воронов — министр